# Ситін Павло Павлович
Павло Павлович Ситін (рос. Павел Павлович Сытин) (30 липня [18 липня] 1870, Скопін — 22 серпня 1938, Москва) — російський і радянський воєначальник, який досяг звання генерал-майора російської імператорської армії. Брав участь у російсько-японській і Першій світовій війнах.

## Біографія

### Ранні роки життя
Ситін народився в Скопині Рязанської губернії Російської імперії 30 липня (18 липня) 1870 року в сім'ї вершника уланського полку, який отримав посаду чиновника військового відомства. У 1892 році закінчив Київське юнкерське училище (згодом Київське військове училище).

### Російська імператорська армія
Після закінчення Київського юнкерського училища в 1892 році Ситін розпочав кар'єру в Російській імператорській армії. У 1899 році закінчив Миколаївську академію Генерального штабу за першим розрядом. Брав участь у російсько-японській війні 1904—1905 років. У 1908—1909 роках — начальник бойового відділу штабу Брест-Литовської фортеці. У 1909 році він став інструктором військового училища, потім став старшим ад'ютантом при штабі Кронштадтської фортеці.
Під час Першої світової війни Ситін командував артилерійською батареєю, бригадою і 37-ю піхотною дивізією. 23 січня 1917 року отримав звання генерал-майора.
Лютнева революція скинула царя Миколу II у березні 1917 року, а російський Тимчасовий уряд, який прийшов до влади, проголосив нову Російську республіку. Ситін служив у постімперській російській армії. Він командував 11-ю піхотною дивізією під час битви під Кречовцями 24 липня 1917 року.

### Червона армія
Більшовики повалили російський Тимчасовий уряд під час Жовтневої революції 7 листопада 1917 року, поклавши початок громадянській війні в Росії. Ситін став на бік більшовиків. Про нього так згадував противник більшовиків, лідер білого руху, командувач військами білої армії генерал Антон Денікін:
"Багато інтриганів приходило з планами порятунку Росії. У мене [підлеглим у Російській імператорській армії] був, до речі, нинішній більшовицький «головнокомандувач», тоді ще генерал Павло Ситін. Він запропонував такий захід для зміцнення фронту: оголосити, що земля — поміщицька, державна, церковна — безкоштовно передається селянам, але виключно тим, хто воює на фронті. «Я казав, — сказав Ситін, — цю пропозицію Каледіну [тобто генералу Олексію Каледіну], але він схопився за голову [і сказав] „Те, що ви проповідуєте, це чиста демагогія!“…» Ситін залишився без землі і без … [командування] дивізії. Пізніше він легко примирився з більшовицькою теорією комуністичного землекористування."
У грудні 1917 року солдатським з'їздом Ситін був обраний командувачем 18-го армійського корпусу Червоної Армії. У березні 1918 року він став командиром загороджувальних частин у районі Брянська Червоного Західного фронту, а в травні 1918 року — головою радянської російської делегації, яка вела мирні переговори з німцями в Харкові. У липні 1918 року прийняв командування 2-ю Орловською піхотною дивізією. На початку вересня 1918 став керівником добірних частин Червоного Південного фронту, у вересні—жовтні 1918 командував Червоним Південним фронтом. Війська під його керівництвом вели великі бої з білокозаками, стримуючи антибільшовицькі сили на величезному просторі від Брянська до Кизляра, хоча спроба наступу червоних військ Південного фронту на Балашовському напрямку не увінчалася успіхом через погану підготовку.
Ситін був відкликаний з фронту і призначений завідуючим відділом адміністративних справ Реввійськради. У 1920—1921 роках — військовий представник повноважного посла Радянської Росії в Грузинській Демократичній Республіці. У жовтні 1922 року приступив до служби інструктором Військової академії Червоної Армії. З 1924 по 1927 рік працював у Військово-історичному управлінні з вивчення та використання досвіду війни. У листопаді 1927 року був зарахований до складу Реввійськради для виконання важливих завдань для збройних сил Радянського Союзу. У грудні 1934 року вийшов на пенсію.

### Зрілі роки
Після виходу у відставку Ситін став науковим співробітником Центрального державного архіву Червоної Армії. Під час Великої чистки був заарештований 27 лютого 1938 р. і звинувачений в участі в контрреволюційній організації. Військовою колегією Верховного Суду Радянського Союзу 22 серпня 1938 р. засуджений до розстрілу. Того ж дня розстріляний і похований на полігоні Комунарка в Московській області. Реабілітований 16.03.1957.